# (9424) Hiroshinishiyama
(9424) Hiroshinishiyama est un astéroïde de la ceinture principale.

## Description
(9424) Hiroshinishiyama est un astéroïde de la ceinture principale. Il fut découvert le 16 janvier 1996 à Ōizumi par Takao Kobayashi. Il présente une orbite caractérisée par un demi-grand axe de 2,39 UA, une excentricité de 0,18 et une inclinaison de 2,4° par rapport à l'écliptique.

## Compléments